# Vignemale
Vignemale (Francuski izgovor: viɲmal; špa. Viñamala, okcitanski: Vinhamala, aragonski: Comachibosa, katalonski: Vinyamala), sa 3.298 metara, najviši je vrh francuskih Pireneja (najviši u cijelom lancu je Pic d' Aneto). Nalazi se na granici između departmana Hautes-Pyrénées (Nauts Pirenèus / Hauts Pirenèus), u Occitanie i Gaskonji, Francuska i Sobrarbe, u Huesci, Aragon, Španjolska, a vrh je podijeljen između dvije zemlje.
Vignemale je naziv za planinski masiv na francuskom, koji se također proteže u Španjolskoj. Sastoji se od nekoliko različitih vrhova, od kojih su dominantni Grand Vignemale ili Pique-Longue (na francuskom) / Pica Longa (na okcitanskom i katalonskom) / Punda de Comabichosa (na aragonskom)  (3298 m), Pointe Chausenque / Punta Chausenca (3.204 m) i Petit Vignemale / Petita Vinhamala (3.032 m). Vignemale je također mjesto drugog najvećeg pirinejskog ledenjaka (nakon onog na Anetu), Ossoue / Osso (s oko 0,6 km2), preko koje vozi "voie normale", odnosno standardna ruta do vrha.
Jedan od njegovih najdramatičnijih aspekata je Sjeverno Lice na kojoj leži niz ozbiljnih ruta za uspon koji zahtijevaju vještinu i predanost. Ispod Sjeverne strane nalazi se impresivno smješteno planinsko sklonište - Refuge des Oulettes de Gaube / Refugi d'eths Oletas de Gauba. Pristup sa sjevera podrazumijeva divnu šetnju do i oko slikovitog Lac de Gaube/Gauba pružajući sve dramatičniji pogled na planinu.
Gotovo sinonim za Vignemale je ime grofa Henryja Russella, ekscentrika iz viktorijanskog doba koji je razvio doživotnu strast prema planini.
Prvi dokumentirani, "službeni" uspon na ovaj vrh bio je od strane engleske zemljoposjednice i putnice Anne Lister i tri lokalna vodiča 1838.

## Vanjske poveznice
|  | Zajednički poslužitelj ima još gradiva o temi Vignemale |

- Count Henry Russell's caves on the Vignemale